# Рама (Колорадо)
Рама (англ. Ramah) — місто (англ. town) в США, в окрузі Ель-Пасо штату Колорадо. Населення — 111 особа (2020).

## Географія
Рама розташована за координатами 39°7′20″ пн. ш. 104°10′2″ зх. д. / 39.12222° пн. ш. 104.16722° зх. д. (39.122238, -104.167334).  За даними Бюро перепису населення США в 2010 році місто мало площу 0,64 км², уся площа — суходіл.

## Демографія
Згідно з переписом 2010 року, у місті мешкали 123 особи в 56 домогосподарствах у складі 34 родин. Густота населення становила 194 особи/км².  Було 68 помешкань (107/км²).
Расовий склад населення:
| - 95,1 % — білих - 0,8 % — корінних американців - 2,4 % — осіб інших рас |

До двох чи більше рас належало 1,6 %. Частка іспаномовних становила 12,2 % від усіх жителів.
За віковим діапазоном населення розподілялося таким чином: 22,8 % — особи молодші 18 років, 70,7 % — особи у віці 18—64 років, 6,5 % — особи у віці 65 років та старші. Медіана віку мешканця становила 44,1 року. На 100 осіб жіночої статі у місті припадало 101,6 чоловіків;  на 100 жінок у віці від 18 років та старших — 97,9 чоловіків також старших 18 років.
Середній дохід на одне домашнє господарство  становив 42 656 доларів США (медіана — 31 250), а середній дохід на одну сім'ю — 54 819 доларів (медіана — 43 125). За межею бідності перебувало 23,6 % осіб, у тому числі 33,3 % дітей у віці до 18 років та 88,9 % осіб у віці 65 років та старших.
Цивільне працевлаштоване населення становило 29 осіб. Основні галузі зайнятості: освіта, охорона здоров'я та соціальна допомога — 20,7 %, публічна адміністрація — 17,2 %, фінанси, страхування та нерухомість — 17,2 %.